# Mole (Tanzania)
Mole è una circoscrizione rurale (rural ward) della Tanzania situata nel distretto di Sikonge, regione di Tabora. Conta una popolazione di 12 169 abitanti (censimento 2012).